# Rue Gallait (Bruxelles)
Pour les articles homonymes, voir Gallait.
La rue Gallait (en néerlandais : Gallaitstraat) est une rue bruxelloise de la commune de Schaerbeek qui va de la place Liedts à la place du Pavillon en passant par la rue Vandermeersch, la rue Rubens, la rue de Moerkerke, la rue Renkin et la rue Floris.
Elle porte le nom d'un peintre belge, Louis Gallait, né à Tournai en 1810 et décédé à Schaerbeek en 1887.

## Adresses notables
- no 6 : Glacier Rimini, glaces et crêpes artisanales jusqu'en 1986, tenu par Marcello Di Vito et son épouse Marie née Lecomte surnommée "Simone" jusqu'en 1978, et par Yves Delanghe et son épouse Liliane née Di Vito et fille des anciens tenanciers.
- no 28 : Société Dhaenens-Lammens & co, chapeliers. Fournisseurs de pennes et de calottes étudiantes.
- no 39 : Centre de Médecine spécialisée, dentisterie, kinésithérapie, médecins généralistes
- no 52 : R&A Roels, entreprise spécialisée dans la distribution et le négoce en gros de produits de peintures et de ses dérivés
- no 86 : De Kriekelaar, centre communautaire flamand accueillant des activités socio-culturelles. La grande salle du Kriekelaar et son foyer sont reconstruits en 2014-2015 par le bureau d'architecture AgwA.
- no 88 : World Wide Trade, triple x, easterncondors ltd.
- no 106 : Maison-atelier du sculpteur Louis Van Cutsem (1909-1992)
- no 131 : École fondamentale no 2